# Eau chaude solaire en Nouvelle-Zélande
En Nouvelle-Zélande, l'eau chaude solaire est de plus en plus utilisée dans les bâtiments neufs et existants.

## Historique
Les technologies solaires thermiques connaissent un premier essor considérable dans les années 1970. En 2001, plus de 40 GWh sont produits à partir de technologies de chauffe-eau solaires, ce qui équivaut à 0,1 % de la consommation totale d'électricité en Nouvelle-Zélande. En 2006, le gouvernement annonce un investissement de 15,5 millions de dollars sur les trois premières années et demie d'un programme quinquennal de chauffage solaire de l'eau, afin d'augmenter le nombre d'installations de chauffage solaire de l'eau. En 2006, il y avait environ 35 000 installations de chauffe-eau solaires dans des bâtiments domestiques et commerciaux en Nouvelle-Zélande.

## Obstacles à l'adoption
Le principal obstacle à l’installation de systèmes de chauffe-eau solaires est l’investissement initial en capital. D'autres obstacles sont le conservatisme du secteur du bâtiment, le manque d'influence sur la valorisation des maisons, les intérêts conflictuels entre les investisseurs immobiliers et les propriétaires, le manque d'informations adéquates sur le chauffage solaire de l'eau, et le manque de soutien gouvernemental en raison des craintes de perte de recettes de la TPS, et enfin la concurrence avec les entreprises publiques de production d’énergie hydroélectrique.